# 동부관박쥐
동부관박쥐 또는 작은관박쥐, 남부잎코박쥐(Rhinolophus megaphyllus)는 관박쥐과에 속하는 박쥐의 일종이다. 오스트레일리아와 인도네시아, 말레이시아, 파푸아뉴기니, 타이에서 발견된다.